# Faunis burmana
Faunis burmana är en fjärilsart som beskrevs av Robert Christopher Tytler 1939. Faunis burmana ingår i släktet Faunis och familjen praktfjärilar. Inga underarter finns listade i Catalogue of Life.